# Grand Prix-wegrace van België 1984
De Grand Prix-wegrace van België 1984 was de negende Grand Prix van wereldkampioenschap wegrace in het seizoen 1984. De races werden verreden op 8 juli 1984 op het Circuit de Spa-Francorchamps nabij Malmedy. Tijdens de training kwam 500cc-coureur Kevin Wrettom ten val. Hij overleed op donderdag 12 juli in het ziekenhuis in Luik. 

## Algemeen
De trainingen voor de Belgische Grand Prix begonnen al chaotisch, omdat het circuit nog vol modder lag door de vrachtauto's die bij graafwerkzaamheden geassisteerd hadden. De zijspanrijders weigerden dan ook de baan op te gaan. Na enkele uren poetsen werd de baan vrijgegeven, maar toen Egbert Streuer twee ronden had gereden zat zijn hele combinatie onder de modder. Daarop werd er de hele nacht verder gepoetst aan de baan. Ook in het rennerskwartier was de chaos groot. Iedereen die dat wilde had vrije toegang, waarvan vele - veelal dronken - bezoekers gebruikmaakten. Tenten werden kapotgetrokken en spullen gestolen. Nadat de monteur van Steve Parrish een dief had betrapt en eigen rechter had gespeeld, stapten vertegenwoordigers van Honda en Yamaha naar de organisatie met het dreigement te vertrekken als er niet werd ingegrepen. Daarop veegde de gendarmerie het rennerskwartier schoon. Daarmee waren de problemen niet voorbij: van de trainingstijden klopte helemaal niets. De tijdwaarnemers stapten zelfs naar Streuer toe met de vraag of hij zelf dacht dat hij de tweede trainingstijd had gereden. Als dat zo was namen ze dat voetstoots aan. De startopstelling van de 500cc-klasse werd zelfs op de racedag nog gewijzigd. De races werden bezocht door een recordaantal van 100.000 bezoekers. Tijdens de racedag sloeg de gendarmerie opdringerige toeschouwers met de wapenstok achter de hekken, maar de beroepsfotografen hadden niet verwacht dat hen hetzelfde lot zou treffen op het moment dat ze gewoon hun werk deden. 

## 500cc-klasse

### De training
Takazumi Katayama was naar Japan afgereisd omdat hij na de TT van Assen geconstateerd had dat hij nog te veel last had van zijn blessure. HRC besloot steun te zoeken bij privérijder Raymond Roche door hem de Honda NS 500 van Katayama te geven, maar daarnaast kreeg Wayne Gardner een fabrieksblok, net als Didier de Radiguès. Men moest wel actie ondernemen, want Eddie Lawson had intussen 27 punten voorsprong op Freddie Spencer in het wereldkampioenschap. Spencer zelf trainde zowel met de viercilinder Honda NSR 500 als de driecilinder Honda NS 500. Met die laatste machine zette hij zijn snelste trainingstijd, ruim een seconde sneller dan concurrent Lawson. Men wilde de viercilinder echter nog niet afschrijven: daar trainde Ron Haslam mee. Yamaha-fabrieksrijder Virginio Ferrari wist zijn nieuwe teamgenoot Tadahiko Taira maar net voor te blijven, maar de nieuwe hulptroepen van Honda, Gardner en De Radiguès, stonden in de startopstelling daar nog achter. 

#### Trainingstijden
| Pos | Coureur            | Merk                     | Tijd    |
| --- | ------------------ | ------------------------ | ------- |
| 1.  | Freddie Spencer    | HRC-Honda                | 2"31'66 |
| 2.  | Eddie Lawson       | Marlboro-Yamaha          | 2"32'97 |
| 3.  | Randy Mamola       | HRC-Honda                | 2"33'76 |
| 4.  | Ron Haslam         | HRC-Honda                | 2"34'83 |
| 5.  | Raymond Roche      | HRC-Honda                | 2"35'16 |
| 6.  | Virginio Ferrari   | Marlboro-Yamaha          | 2"35'31 |
| 7.  | Tadahiko Taira     | Yamaha                   | 2"36'35 |
| 8.  | Wayne Gardner      | HRC-Honda                | 2"36'37 |
| 9.  | Didier de Radiguès | Chevallier-ELF-HRC-Honda | 2"36'49 |
| 10. | Barry Sheene       | Heron-Harris-Suzuki      | 2"37'08 |

### De race
De Honda NSR 500-viercilinder kwam in België niet aan de start. Ron Haslam, die er ook mee getraind had, koos voor zijn driecilinder Honda NS 500. Dat deed Freddie Spencer ook, maar hij moest eerst het Honda-management overtuigen. Men zag liever niet dat de peperdure viercilinder in de vrachtauto werd geladen. Spencer sloeg de warm-up in de ochtend over wegens hevige hoofdpijn. Raymond Roche plakte zijn startnummer op Spencer's machine en reed er een ronde mee. Randy Mamola startte het snelste, maar bij La Source werd hij ingehaald door Spencer, die zich op driecilinder duidelijk thuis voelde en de race onbedreigd won. Mamola reed naar de tweede plaats met een blok dat duidelijk trager was dan de motor die hij in Assen had gebruikt (dat motorblok was voor revisie in Japan omdat het anders te veel kilometers zou maken). Eddie Lawson had uitzicht op de derde plaats, maar hij werd door Raymond Roche bijna in de vangrail geduwd en besloot voor zijn eigen veiligheid te kiezen. Hij tilde overigens niet zwaar aan dit incident. Dat hij slechts vierde weg weet hij aan de Dunlop-banden, die meer moeite met de warme omstandigheden hadden dan de Michelins die Honda gebruikte. 

#### Uitslag 500cc-klasse
| Pos | Coureur             | Merk                | Tijd     | Punten |
| --- | ------------------- | ------------------- | -------- | ------ |
| 1   | Freddie Spencer     | HRC-Honda           | 51"33'17 | 15     |
| 2   | Randy Mamola        | HRC-Honda           | +5'71    | 12     |
| 3   | Raymond Roche       | HRC-Honda           | +6'76    | 10     |
| 4   | Eddie Lawson        | Marlboro-Yamaha     | +20'25   | 8      |
| 5   | Ron Haslam          | HRC-Honda           | +29'79   | 6      |
| 6   | Tadahiko Taira      | Yamaha              | +58'61   | 5      |
| 7   | Wayne Gardner       | HRC-Honda           | +1"20'38 | 4      |
| 8   | Sergio Pellandini   | HB-Gallina-Suzuki   | +1"22'17 | 3      |
| 9   | Barry Sheene        | Heron-Harris-Suzuki | +1"40'33 | 2      |
| 10  | Gustav Reiner       | Honda               | +1"59'64 | 1      |
| 11  | Walter Migliorati   | Suzuki              | +2"01'44 |        |
| 12  | Franck Gross        | Honda               | +2"09'40 |        |
| 13  | Wolfgang von Muralt | Suzuki              | +2"10'60 |        |
| 14  | Dave Petersen       | Honda               | +2"19'10 |        |
| 15  | Lorenzo Ghiselli    | Suzuki              | +2"29'03 |        |
| 16  | Steve Parrish       | Yamaha              | +2"33'60 |        |
| 17  | Eero Hyvärinen      | Suzuki              | +2"36'26 |        |
| 18  | Fabio Biliotti      | Honda               | +1 ronde |        |
| 19  | Mark Salle          | Suzuki              | +1 ronde |        |
| 20  | Klaus Klein         | Suzuki              | +1 ronde |        |
| 21  | Börge Nielsen       | Suzuki              | +1 ronde |        |
| 22  | Brett Hudson        | Suzuki              | +1 ronde |        |

#### Niet gefinisht
| Coureur            | Merk                     | Oorzaak         |
| ------------------ | ------------------------ | --------------- |
| Hervé Moineau      | Cagiva                   | Versnellingsbak |
| Marco Gentile      | Yamaha                   |                 |
| Reinhold Roth      | Fath-Honda               |                 |
| Louis-Luc Maisto   | Honda                    |                 |
| Leandro Becheroni  | Suzuki                   |                 |
| Virginio Ferrari   | Marlboro-Yamaha          | Val             |
| Didier de Radiguès | Chevallier-ELF-HRC-Honda | Ketting         |
| Keith Huewen       | Honda                    |                 |
| Massimo Broccoli   | Honda                    | Ongeval         |
| Attilio Riondato   | Suzuki                   | Ongeval         |
| Paul Lewis         | Suzuki                   |                 |
| Rob Punt           | Suzuki                   | Val             |
| Henk van der Mark  | Honda                    | Krukas          |
| Christian Le Liard | Chevallier-ELF-Honda     | Vastloper       |

#### Niet deelgenomen
| Coureur           | Merk              | Oorzaak  |
| ----------------- | ----------------- | -------- |
| Rob McElnea       | Heron-Suzuki      | Blessure |
| Takazumi Katayama | HRC-Honda         | Blessure |
| Franco Uncini     | HB-Gallina-Suzuki | Niet fit |
| Chris Guy         | Honda             |          |
| Marco Lucchinelli | Cagiva            | Onbekend |
| Boet van Dulmen   | Bakker-Suzuki     | Blessure |

### Top tien tussenstand 500cc-klasse
| Pos. | Coureur            | Merk                                            | Ptn. |
| ---- | ------------------ | ----------------------------------------------- | ---- |
| 1    | Eddie Lawson       | Marlboro-Yamaha                                 | 107  |
| 2    | Freddie Spencer    | HRC-Honda                                       | 87   |
| 3    | Randy Mamola       | HRC-Honda                                       | 81   |
| 4    | Raymond Roche      | HRC-Honda / Honda                               | 75   |
| 5    | Ron Haslam         | HRC-Honda                                       | 57   |
| 6    | Barry Sheene       | Heron-Harris-Suzuki                             | 28   |
| 7    | Boet van Dulmen    | Bakker-Suzuki                                   | 19   |
| 8    | Didier de Radiguès | Chevallier-ELF-Honda / Chevallier-ELF-HRC-Honda | 18   |
| 8    | Wayne Gardner      | Honda / HRC-Honda                               | 18   |
| 10   | Sergio Pellandini  | HB-Gallina-Suzuki                               | 16   |

## 250cc-klasse

### De training
De 250cc-training was zoals altijd spannend, hoewel door het lange circuit de tijden wat verder uit elkaar lagen. Manfred Herweh was de snelste, terwijl WK-leider Christian Sarron wat tegenviel met de vijfde trainingstijd. Thierry Rapicault, die in zijn Sonauto-periode zo slecht gepresteerd had, was met zijn productie-Yamaha TZ 250 de beste privérijder met een achtste trainingstijd. 

#### Trainingstijden
| Pos | Coureur           | Merk              | Tijd    |
| --- | ----------------- | ----------------- | ------- |
| 1.  | Manfred Herweh    | Bakker-Real-Rotax | 2"39'55 |
| 2.  | Carlos Lavado     | Venemotos-Yamaha  | 2"40'57 |
| 3.  | Guy Bertin        | MBA               | 2"40'62 |
| 4.  | Toni Mang         | HB-Yamaha         | 2"40'81 |
| 5.  | Christian Sarron  | Sonauto-Yamaha    | 2"41'07 |
| 6.  | Thierry Espié     | Chevallier-Yamaha | 2"41'31 |
| 7.  | Sito Pons         | JJ Cobas-Rotax    | 2"41'96 |
| 8.  | Thierry Rapicault | Yamaha            | 2"42'95 |
| 9.  | Martin Wimmer     | Yamaha            | 2"42'55 |
| 10. | Bruno Lüscher     | Yamaha            | 2"42'63 |

### De race
Guy Bertin pakte met zijn (feitelijk acht jaar oude) MBA de kopstart, achtervolgd door Manfred Herweh, Christian Sarron en Sito Pons. Halverwege de race begon de machine van Bertin toeren te verliezen en moest hij de anderen laten gaan, waarbij Pons voornamelijk volgde. Herweh deed het meeste kopwerk, maar in de slotfase probeerde Sarron een aanval in te zetten. Hij werd echter bijna van zijn machine geslingerd en nam genoegen met de derde plaats achter Pons. Iván Palazzese passeerde Bertin ook nog en werd vierde.

#### Uitslag 250cc-klasse
| Pos | Coureur              | Merk                     | Tijd     | Punten |
| --- | -------------------- | ------------------------ | -------- | ------ |
| 1   | Manfred Herweh       | Bakker-Real-Rotax        | 43"16'45 | 15     |
| 2   | Sito Pons            | JJ Cobas-Rotax           | +0'48    | 12     |
| 3   | Christian Sarron     | Sonauto-Yamaha           | +2'18    | 10     |
| 4   | Iván Palazzese       | Venemotos-Yamaha         | +2'95    | 8      |
| 5   | Guy Bertin           | MBA                      | +12'30   | 6      |
| 6   | Thierry Espié        | Chevallier-Yamaha        | +16'06   | 5      |
| 7   | Toni Mang            | HB-Yamaha                | +19'89   | 4      |
| 8   | Jean-Michel Mattioli | Sonauto-Yamaha           | +30'90   | 3      |
| 9   | Jacques Bolle        | Pernod                   | +33'13   | 2      |
| 10  | Thierry Rapicault    | Yamaha                   | +41'22   | 1      |
| 11  | Carlos Cardús        | JJ Cobas-Rotax           |          |        |
| 12  | August Auinger       | Bartol-MBA               |          |        |
| 13  | Jacques Cornu        | Bakker-Parisienne-Yamaha |          |        |
| 14  | Harald Eckl          | Rotax                    |          |        |
| 15  | Siegfried Minich     | Yamaha                   |          |        |
| 16  | Martin Wimmer        | Yamaha                   |          |        |
| 17  | Stéphane Mertens     | Yamaha                   |          |        |
| 18  | Jean-François Baldé  | Pernod                   |          |        |
| 19  | Patrick Fernandez    | Yamaha                   |          |        |
| 20  | Karl-Thomas Grässel  | Yamaha                   |          |        |
| 21  | Mario Rademeyer      | Yamaha                   |          |        |
| 22  | Neil Robinson        | Yamaha                   |          |        |
| 23  | Alan Carter          | Roberts-Marlboro-Yamaha  |          |        |
| 24  | René Delaby          | Yamaha                   |          |        |
| 25  | Michel Siméon        | Honda                    |          |        |

#### Niet gekwalificeerd
| Coureur                | Merk   | Oorzaak | Grid |
| ---------------------- | ------ | ------- | ---- |
| Jean-Louis Guignabodet | Yamaha |         | 37   |
| Fausto Ricci           | Yamaha |         | 38   |
| Jean-Marc Toffolo      | Yamaha |         | 39   |
| Tony Head              | Rotax  |         | 40   |
| Lucio Pietroniro       | Yamaha |         | 41   |
| Donnie Robinson        | Yamaha |         | 42   |
| Bernard Denis          | Yamaha |         | 43   |
| Keith Huewen           | Yamaha |         | 44   |

#### Niet gefinisht
| Coureur            | Merk                    | Oorzaak   | Grid |
| ------------------ | ----------------------- | --------- | ---- |
| Carlos Lavado      | Venemotos-Yamaha        | Vastloper | 2    |
| Eric de Doncker    | Yamaha                  |           | 34   |
| Bruno Lüscher      | Yamaha                  |           | 10   |
| Teruo Fukuda       | Yamaha                  | Val       | 14   |
| Richard Hubin      | Yamaha                  |           | 19   |
| Tony Rogers        | Armstrong-Rotax         | Koeling   | 16   |
| Wayne Rainey       | Roberts-Marlboro-Yamaha | Koeling   | 20   |
| Peter Looijesteijn | Rotax                   |           | 24   |
| Roland Freymond    | Honda                   |           | 29   |
| Mar Schouten       | Yamaha                  | Val       | 36   |
| Donnie McLeod      | Yamaha                  | Vastloper | 26   |

#### Niet deelgenomen
| Coureur         | Merk     | Oorzaak |
| --------------- | -------- | ------- |
| Loris Reggiani  | Kawasaki |         |
| Maurizio Vitali | MBA      |         |

### Top tien tussenstand 250cc-klasse
| Pos. | Coureur          | Merk                     | Ptn. |
| ---- | ---------------- | ------------------------ | ---- |
| 1    | Christian Sarron | Sonauto-Yamaha           | 82   |
| 2    | Manfred Herweh   | Bakker-Real-Rotax        | 70   |
| 3    | Toni Mang        | HB-Yamaha                | 58   |
| 4    | Sito Pons        | JJ Cobas-Rotax           | 53   |
| 5    | Carlos Lavado    | Venemotos-Yamaha         | 51   |
| 6    | Jacques Cornu    | Bakker-Parisienne-Yamaha | 38   |
| 7    | Martin Wimmer    | Yamaha                   | 33   |
| 8    | Wayne Rainey     | Roberts-Marlboro-Yamaha  | 29   |
| 9    | Guy Bertin       | MBA                      | 20   |
| 10   | Alan Carter      | Roberts-Marlboro-Yamaha  | 17   |

## 80cc-klasse

### De training
Stefan Dörflinger was weer ongenaakbaar in de training in Francorchamps, ruim drie seconden sneller dan Jorge Martínez. Hans Spaan haalde zijn gram ten opzichte van HuVo-Casal-fabrieksrijder Pier Paolo Bianchi. Die had zijn team verboden Spaan nog eens een fabrieksracer te geven, maar met zijn productie-HuVo met Hummel-cilinder was Spaan ruim een seconde sneller dan Bianchi. 

#### Trainingstijden
| Pos | Coureur             | Merk                | Tijd    |
| --- | ------------------- | ------------------- | ------- |
| 1.  | Stefan Dörflinger   | Krauser-LCR-Zündapp | 2"55'84 |
| 2.  | Jorge Martínez      | Derbi               | 2"58'95 |
| 3.  | Hans Spaan          | HuVo-Casal          | 3"00'87 |
| 4.  | Pier Paolo Bianchi  | HuVo-Casal          | 3"01'92 |
| 5.  | Hubert Abold        | Krauser-LCR-Zündapp | 3"02'17 |
| 6.  | Gerhard Waibel      | Seel                | 3"02'78 |
| 7.  | Paul Rimmelzwaan    | Harmsen             | 3"04'50 |
| 8.  | Hans Müller         | Bakker-Sachs        | 3"04'66 |
| 9.  | Willem Heykoop      | HuVo-Casal          | 3"06'68 |
| 10. | George Looijesteijn | HuVo-Casal          | 3"06'68 |

### De race
Om nog kans op de wereldtitel te behouden moest Pier Paolo Bianchi in België winnen. Daarom had hij zijn team (HuVo-Casal, waaraan hij veel geld had betaald om een fabrieksracer te krijgen) verboden een machine ter beschikking te stellen aan Hans Spaan, die hem in Assen verslagen had. De getergde Spaan had met zijn privémachine al een snellere trainingstijd gereden, maar startte slecht. Bianchi had kopstart, maar werd meteen terechtgewezen door Stefan Dörflinger, die de race zonder problemen won, voor Jorge Martínez. Spaan rukte intussen op naar voren: na de eerste ronde was hij negende, maar na de vierde ronde reed hij al op de vierde plaats achter Bianchi, die problemen met zijn koppeling had. In de achtste ronde ging Spaan voorbij. Willem Heykoop versloeg de tweede Zündapp-rijder Hubert Abold op de streep en werd vijfde.

#### Uitslag 80cc-klasse
| Pos | Coureur            | Merk                | Tijd     | Punten |
| --- | ------------------ | ------------------- | -------- | ------ |
| 1   | Stefan Dörflinger  | Krauser-LCR-Zündapp | 39"12'68 | 15     |
| 2   | Jorge Martínez     | Derbi               | +19'80   | 12     |
| 3   | Hans Spaan         | HuVo-Casal          | +36'53   | 10     |
| 4   | Pier Paolo Bianchi | HuVo-Casal          | +41'57   | 8      |
| 5   | Willem Heykoop     | HuVo-Casal          | +1"13'66 | 6      |
| 6   | Hubert Abold       | Krauser-LCR-Zündapp | +1"13'92 | 5      |
| 7   | Gerhard Waibel     | Seel                | +1"21'35 | 4      |
| 8   | Serge Julin        | HuVo-Casal          | +1"21'61 | 3      |
| 9   | Hans Müller        | Bakker-Sachs        | +1"27'87 | 2      |
| 10  | Theo Timmer        | HuVo-Casal          | +1"34'45 | 1      |
| 11  | Zdravko Matulja    | Ziegler             |          |        |
| 12  | Bertus Grinwis     | Casal               |          |        |
| 13  | Jos van Dongen     | Sachs               |          |        |
| 14  | Otto Machinek      | Kreidler            |          |        |
| 15  | Hans Koopman       | Kreidler            |          |        |
| 16  | Johann Auer        | Eberhardt           |          |        |
| 17  | Chris Baert        | Eberhardt           | +1 ronde |        |
| 18  | Bernd Rossbach     | Casal               | +1 ronde |        |
| 19  | Günter Schirnhofer | Honda               | +1 ronde |        |
| 20  | Georges Fisette    | Casal               | +1 ronde |        |

#### Niet gefinisht
| Coureur             | Merk       | Oorzaak   | Grid |
| ------------------- | ---------- | --------- | ---- |
| George Looijesteijn | HuVo-Casal | Koppeling | 10   |
| Reiner Koster       | Casal      |           | 26   |
| Rainer Kunz         | FKN        |           | 17   |
| Paul Rimmelzwaan    | Harmsen    |           | 7    |
| Hans Stevens        | Casal      |           | 24   |

#### Niet deelgenomen
| Coureur             | Merk  | Oorzaak |
| ------------------- | ----- | ------- |
| Reinhard Koberstein | Seel  |         |
| Thomas Engl         | Sachs |         |

### Top tien tussenstand 80cc-klasse
| Pos. | Coureur             | Merk                                        | Ptn. |
| ---- | ------------------- | ------------------------------------------- | ---- |
| 1    | Stefan Dörflinger   | Krauser-LCR-Zündapp                         | 76   |
| 2    | Hubert Abold        | Krauser-Bakker-Zündapp/ Krauser-LCR-Zündapp | 65   |
| 3    | Pier Paolo Bianchi  | HuVo-Casal                                  | 63   |
| 4    | Jorge Martínez      | Derbi                                       | 50   |
| 5    | Hans Spaan          | HuVo-Casal/ Kreidler                        | 47   |
| 6    | Gerhard Waibel      | Seel                                        | 46   |
| 7    | Willem Heykoop      | HuVo-Casal                                  | 27   |
| 8    | Hans Müller         | Sachs/ Bakker-Sachs                         | 18   |
| 9    | George Looijesteijn | HuVo-Casal                                  | 16   |
| 10   | Henk van Kessel     | HuVo-Casal                                  | 12   |

## Zijspanklasse

### De training
Alain Michel, Rolf Biland en Egbert Streuer waren de enigen die tijden onder de 2 minuut 40 seconden reden. Theo van Kempen brak bij een crash in de training zijn sleutelbeen, waarop bakkenist Geral de Haas besloot in het zijspan van Graham Gleeson te stappen. Gleeson's bakkenist Kurt Rothenbühler was ook geblesseerd geraakt. De verschillen tussen de top vier en de rest van het veld waren nog steeds erg groot: Steve Abbott moest bijna vijf seconden toegeven op Alain Michel.

#### Trainingstijden
| Pos | Coureur                            | Merk               | Tijd    |
| --- | ---------------------------------- | ------------------ | ------- |
| 1.  | Alain Michel/ Jean-Michel Fresc    | Krauser-LCR-Yamaha | 2"39'08 |
| 2.  | Rolf Biland/ Kurt Waltisperg       | Krauser-LCR-Yamaha | 2"39'15 |
| 3.  | Egbert Streuer/ Bernard Schnieders | LCR-Yamaha         | 2"39'63 |
| 4.  | Werner Schwärzel/ Andreas Huber    | Krauser-LCR-Yamaha | 2"40'50 |
| 5.  | Steve Abbott/ Shaun Smith          | Windle-Yamaha      | 2"43'99 |
| 6.  | Derek Bayley/ Brian Nixon          | LCR-Yamaha         | 2"44'12 |
| 7.  | Alfred Zurbrügg/ Martin Zurbrügg   | LCR-Yamaha         | 2"44'74 |
| 8.  | Steve Webster/ Tony Hewitt         | LCR-Yamaha         | 2"45'63 |
| 9.  | Derek Jones/ Brian Ayres           | LCR-Yamaha         | 2"45'88 |
| 10. | Hans Hügli/ Andreas Schütz         | LCR-Yamaha         | 2"46'07 |

### De race
Egbert Streuer en Bernard Schnieders hadden vanaf de tweede startrij een goede start, maar de vreugde was van korte duur. Al na de eerste ronde kwamen ze de pit in met een machine die vast zat in de derde versnelling. Rolf Biland en Kurt Waltisperg hadden toen al een voorsprong van drie seconden op de combinatie Alain Michel/Jean-Marc Fresc, die werd achtervolgd door Werner Schwärzel/Andreas Huber, Steve Abbott/Shaun Smith en Derek Bayley/Brian Nixon. Bayley viel echter uit door een oververhitte motor. Biland leek op een eenvoudige overwinning af te gaan, tot hij in de tiende ronde zijn combinatie parkeerde. Een gebroken slangenklem (van Franse makelij) veroorzaakte waterlekkage. Alain Michel profiteerde hier natuurlijk van, maar ook Werner Schwärzel, die door zijn tweede plaats nog maar twee punten achterstand op Streuer had. Daarmee leek een herhaling van het seizoen 1982 op til. Toen was Schwärzel zonder een enkele overwinning wereldkampioen geworden. De kansen van Biland op de wereldtitel waren verkeken.

#### Uitslag Zijspanklasse
| Pos | Coureur          | Bakkenist          | Merk               | Tijd     | Punten |
| --- | ---------------- | ------------------ | ------------------ | -------- | ------ |
| 1   | Alain Michel     | Jean-Marc Fresc    | Krauser-LCR-Yamaha | 46"04'08 | 15     |
| 2   | Werner Schwärzel | Andreas Huber      | Krauser-LCR-Yamaha | 46"24'88 | 12     |
| 3   | Steve Abbott     | Shaun Smith        | Windle-Yamaha      | 47"07'82 | 10     |
| 4   | Derek Jones      | Brian Ayres        | LCR-Yamaha         |          | 8      |
| 5   | Markus Egloff    | Urs Egloff         | LCR-Yamaha         |          | 6      |
| 6   | Masato Kumano    | Helmut Diehl       | LCR-Yamaha         |          | 5      |
| 7   | Hans Hügli       | Andreas Schütz     | LCR-Yamaha         |          | 4      |
| 8   | Wolfgang Stropek | Hans-Peter Demling | LCR-Yamaha         |          | 3      |
| 9   | Frank Wrathall   | Phil Spendlove     | LCR-Suzuki         |          | 2      |
| 10  | Steve Webster    | Tony Hewitt        | LCR-Yamaha         |          | 1      |

#### Niet gefinisht
| Coureur          | Bakkenist             | Merk               | Oorzaak         |
| ---------------- | --------------------- | ------------------ | --------------- |
| Egbert Streuer   | Bernard Schnieders    | LCR-Yamaha         | Versnellingsbak |
| Rolf Biland      | Kurt Waltisperg       | Krauser-LCR-Yamaha | Koeling         |
| Graham Gleeson   | Geral de Haas         | Windle-Yamaha      | Vastloper       |
| Jos Modder       | Dick van 't Klooster  | LCR-Yamaha         |                 |
| Martin Kooy      | Raimond van der Groep | Kova-Yamaha        | Ongeval         |
| Derek Bayley     | Brian Nixon           | LCR-Yamaha         | Koeling         |
| Rolf Steinhausen | Wolfgang Kalauch      | Busch-Yamaha       |                 |

### Top tien tussenstand zijspanklasse
| Pos. | Coureur          | Bakkenist          | Merk               | Ptn. |
| ---- | ---------------- | ------------------ | ------------------ | ---- |
| 1    | Egbert Streuer   | Bernard Schnieders | LCR-Yamaha         | 52   |
| 2    | Werner Schwärzel | Andreas Huber      | Krauser-LCR-Yamaha | 50   |
| 3    | Alain Michel     | Jean-Marc Fresc    | Krauser-LCR-Yamaha | 47   |
| 4    | Rolf Biland      | Kurt Waltisperg    | Krauser-LCR-Yamaha | 30   |
| 5    | Masato Kumano    | Helmut Diehl       | LCR-Yamaha         | 25   |
| 5    | Steve Abbott     | Shaun Smith        | Windle-Yamaha      | 25   |
| 7    | Derek Jones      | Brian Ayres        | LCR-Yamaha         | 20   |
| 8    | Markus Egloff    | Urs Egloff         | LCR-Yamaha         | 12   |
| 9    | Steve Webster    | Tony Hewitt        | LCR-Yamaha         | 11   |
| 10   | Theo van Kempen  | Geral de Haas      | LCR-Yamaha         | 10   |

## Trivia

### Herrie in de tent
Pier Paolo Bianchi was woedend op het HuVo-team nadat hij tijdens de TT van Assen niet alleen verloren had van Hans Spaan, maar ook van Willem Heykoop. Spaan had voor de gelegenheid een fabrieksracer gekregen, maar Heykoop was de vaste teamgenoot van Bianchi. Bianchi solliciteerde in België openlijk naar een plek in het Derbi-team, voor het geval dat de ernstig geblesseerde Ricardo Tormo niet zou terugkeren. HuVo-teamleider Jan Huberts had daar geen probleem mee: "Als hij naar Derbi wil, gaat hij maar."

### Duikeling
Toen Egbert Streuer in de pit hard remde duikelde bakkenist Bernard Schnieders voorover uit het zijspan. Schnieders was alvast begonnen de pennen uit de stroomlijnkuip te draaien om de oorzaak van het probleem op te sporen. Daardoor had hij zich niet goed vastgehouden.

### Succes voor Hummel
De cilinders die Hans Hummel had ontwikkeld vonden steeds meer aftrek onder Yamaha-rijders, maar Hans Spaan was met zijn privé-HuVo-Casal met Hummel-cilinder ook sneller dan de fabrieksracers. Ook zijspancoureur Alain Michel gebruikte cilinders van Hummel, maar hij had daarnaast samen met importeur Sonauto elektronische powervalves ontwikkeld, die ook op de Yamaha van Christian Sarron werden gebruikt. De elektronische bediening was voor de viercilinder Yamaha TZ 500-motor echter anders. Die had Michel zelf ontwikkeld. 

### Kevin Wrettom
Kevin Wrettom, die op donderdag na de race overleed aan zijn verwondingen, had nog niet veel GP-ervaring. Hij had een enkele maal in de Britse Grand Prix gereden, maar in 1984 reed hij ook in Assen en Spa-Francorchamps. Dat had te maken met zijn woonplaats: hij woonde in Eindhoven en werkte daar bij DAF Trucks. Hij was ook al eens zwaargewond geraakt tijdens de TT van Man van 1979, waarna hij drie jaar niet kon racen. In 1983 had hij een oude Suzuki van Boet van Dulmen gekocht, waarmee hij zijn carrière voortzette. Wrettom was 28 jaar en liet zijn vrouw Julie en een zoontje van drie jaar achter. 

### Arrestaties
Onderweg van Francorchamps naar Italië werd Walter Migliorati door de Italiaanse douane opgepakt. Men vond 18 kg hasjiesj en een halve kilo cocaïne in zijn motorhome. Na ondervraging werd ook Felice Agostini, de broer van Giacomo en begeleider van het Marlboro-Yamaha-team, gearresteerd. Migliorati werd in november veroordeeld tot zeven jaar gevangenisstraf en een boete van (omgerekend) ruim 29.000 Euro. 
1921 · 1922 · 1923 · 1924 · 1925 · 1926 · 1927 · 1928 · 1929 · 1930 · 1931 · 1932 · 1933 · 1934 · 1935 · 1936 · 1937 · 1938 · 1939 · 1947 · 1948 · 1949 · 1950 · 1951 · 1952 · 1953 · 1954 · 1955 · 1956 · 1957 · 1958 · 1959 · 1960 · 1961 · 1962 · 1963 · 1964 · 1965 · 1966 · 1967 · 1968 · 1969 · 1970 · 1971 · 1972 · 1973 · 1974 · 1975 · 1976 · 1977 · 1978 · 1979 · 1980 · 1981 · 1982 · 1983 · 1984 · 1985 · 1986 · 1988 · 1989 · 1990